# Machine II Machine
Machine II Machine è il quinto album del gruppo heavy metal tedesco dei Doro, pubblicato nel marzo 1995. Ha raggiunto la posizione numero 33 in Germania.

## Tracce
1. Tie Me Up – 4:59 (Doro Pesch/Jack Ponti/Greg Smith)
2. The Want – 6:30 (Pesch/Ponti/Camus Celli/Andres Levin)
3. Ceremony – 4:56 (Pesch/Ponti/Celli/Levin)
4. Machine II Machine – 5:01 (Pesch/Ponti/Smith)
5. Are They Coming for Me – 4:38 (Pesch/Ponti/Elliot Easton)
6. Can't Stop Thinking about You – 4:19 (Pesch/Ponti/Celli/Levin)
7. Don't Mistake It for Love – 4:22 (Pesch/Ponti/Nick Douglas)
8. Desperately – 4:58 (Pesc/Ponti/Harold Frazee)
9. Love Is A Thrill – 4:06 (Pesch/Ponti/Smith)
10. Light in the Window – 4:24 (Pesch/Ponti/Danny Tate)
11. Welcome to the Tribe – 3:25 (Pesch/Ponti/Celli/Levin)
12. Like Whiskey Straight – 4:38 (Pesch/Ponti/Smith)
13. In Freiheit Stirbt Mein Herz – 5:42 (Pesch/Ponti/Smith)
14. Ceremony (Rattlesnake Bite mix by Die Krupps FX) (Pesch/Ponti/Earl Slick)
15. Tie Me Up (hard & fast mix)[2] – 5:14